# Podunajské Biskupice
Podunajské Biskupice (Hongaars: Pozsonypüspöki) is een stadsdeel van Bratislava en maakt deel uit van het district Bratislava II.
Podunajské Biskupice telt 19.860 inwoners. De burgemeester van het stadsdeel is Alžbeta Ožvaldová.

## Geschiedenis
Podunajske Biskipice werd in de 13e eeuw voor het eerst in geschriften vermeld als Püspök (Bisschop). In 1221 werd melding gemaakt van een kerk in het dorp. In 1910 telde het dorp 2148 inwoners waarvan het merendeel bestond uit etnische Hongaren. In de jaren 1946-48 werden 120 Hongaarse families gedeporteerd en vervangen door Slowaken tijdens de Tsjechoslowaaks-Hongaarse bevolkingsruil. 29 gezinnen werden naar het Sudetenland verbannen, 95 gezinnen geruild met Slowaken uit Hongarije.
De plaats was tot 1972 een zelfstandige gemeente. In dat jaar werd het onderdeel van het tweede district van de stad Bratislava. Tijdens de laatste volkstelling dat de gemeente onafhankelijk was van 1970 waren de Slowaken met 52% de grootste bevolkingsgroep, de Hongaren vormden in dat jaar 46% van de bevolking.
Vanaf het moment dat de gemeente werd opgeslokt door Bratislava versnelt de bevolkingsgroei. Hiermee worden de Hongaren definitief overvleugeld door het aantal Slowaken.
Van oudsher is het dorp onderdeel van de etnisch Hongaarse regio Žitný ostrov (Hongaars: Csallóköz).

## Bevolkingssamenstelling
Tijdens de afgelopen 140 jaar is het karakter van de plaats enorm veranderd. Van een gemeente met twee Hongaarstalige dorpen verschuift met name vanaf 1930 de balans steeds verder naar de Slowaakse zijde. Wanneer de gemeente in 1972 wordt opgeslokt door Bratislava wordt het vooral een buitenwijk en vestigen Slowaken zich in groten getale in de kern.
- 1880: 1719 inwoners, 1470 Hongaren en 59 Slowaken. Komárov/Szunyogdi 481 inwoners, 421 Hongaren en 11 Slowaken.
- 1890: 1789 inwoners, 1572 Hongaren en 36 Slowaken. Komárov/Szunyogdi 467 inwoners, allen Hongaren.
- 1900: 1919 inwoners, 1676 Hongaren en 46 Slowaken. Komárov/Szunyogdi 504 inwoners, 486 Hongaren en 3 Slowaken.
- 1910: 2148 inwoners, 2053 Hongaren en 25 Slowaken. Komárov/Szunyogdi 532 inwoners 514 Hongaren en 7 Slowaken.
- 1921: 2439 inwoners, 2248 Hongaren en 91 Tsjechoslowaken. Komárov/Szunyogdi 615 inwoners 574 Hongaren en 2 Tsjechoslowaken.
- 1930: 3108 inwoners, 2509 Hongaren en 380 Tsjechoslowaken. Komárov/Szunyogdi 719 inwoners 580 Hongaren en 13 Tsjechoslowaken.
- 1970: 7721 inwoners, 3578 Hongaren en 4016 Slowaken.
- 1980: 7190 inwoners, 2987 Hongaren en 4059 Slowaken.
- 2001: 19749 inwoners, 2760 Hongaren en 16212 Slowaken.
- 2011: 20611 inwoners, 2231 Hongaren en 17351 Slowaken.

(Bron: https://telepulesek.adatbank.sk/telepules/pozsonypuspoki-podunajske-biskupice/)
Districten: Bratislava I · Bratislava II · Bratislava III · Bratislava IV · Bratislava V

Stadsdelen: Čunovo · Devín · Devínska Nová Ves · Dúbravka · Jarovce · Karlova Ves · Lamač · Nové Mesto · Petržalka · Podunajské Biskupice · Rača · Rusovce · Ružinov · Staré Mesto · Vajnory · Vrakuňa · Záhorská Bystrica